# Physician Associates Switzerland
Physician Associates (PAs) sind auch unter den Begriffen Physician Assistants und Klinische Fachspezialistinnen und Fachspezialisten bekannt. Es handelt sich bei ihnen um im stationären oder ambulanten Bereich tätige Gesundheitsfachpersonen, welche an der Schnittstelle zwischen Ärzteschaft und Pflege einzuordnen sind und dadurch eine vermittelnde Rolle zwischen diesen beiden Berufsgruppen einnehmen. Als Teil des ärztlichen Teams gehen sie in erster Linie medizinischen Aufgaben nach. Diese umfassen neben Visiten und der ärztlichen Dokumentation auch die Medikationserfassungen, die Koordination von Behandlungen sowie diagnostische und therapeutische Massnahmen. PAs führen ihre Arbeit unter Supervision und in Delegation eines Arztes resp. einer Ärztin aus. Die PAs sind für die Assistenzärztinnen und -ärzte Ansprechpersonen auf Augenhöhe und führen diese unter anderem auf ihrer Abteilung ein und entlasten sie durch die Übernahme bestimmter Tätigkeiten.

## Entwicklung in der Schweiz
Anders als in Ländern wie den USA, Grossbritannien oder den Niederlanden gibt es den Beruf des resp. der PA in der Schweiz noch nicht sehr lange. Erstmals zum Einsatz kamen PAs im Kantonspital Winterthur, wo 2014 auf der Abteilung für Viszeral- und Thoraxchirurgie ein dreijähriges Projekt lanciert wurde. Kurz darauf wurde zusammen mit der Zürcher Hochschule für Angewandte Wissenschaften (ZHAW) ein CAS konzipiert. Sukzessive stellten weitere Kliniken ebenfalls PAs ein. Die positiven Erfahrungen bestärkten das Anliegen, den Beruf weiterzuentwickeln, weshalb die ZHAW den MAS in Physician Associate Skills geschaffen hat.
Im Jahr 2024 arbeiteten ungefähr 100 PAs in der Schweiz. Sie sind in den innermedizinischen und chirurgischen Fachgebieten wie auch in den Langzeiteinrichtungen tätig. PAs arbeiten im ambulanten sowie stationären Setting.

## Weiterbildung
Die Weiterbildung zum resp. zur PA wird hierzulande einzig von der ZHAW angeboten, welche aus CAS und MAS besteht. Bis dato fehlt ein offizieller Regelabschluss. Folglich variiert das Ausbildungsniveau der in der Schweiz ausgebildeten PAs. Um dem entgegenzuwirken, gibt es neuerdings Bestrebungen, als offiziellen Mindeststandard den MAS festzulegen.
Zum CAS zugelassen werden Personen, die eine der folgenden Voraussetzungen erfüllen:
- BSc. in einem Gesundheitsberuf plus 2 Jahre Berufserfahrung
- Gesundheitsfachpersonen HF mit nachträglichem Erwerb des Fachhochschultitels oder einer Zusatzausbildung wie Notfall- / Intensiv- und Anästhesiepflege, Höhere Fachausbildung mit 2 Jahren Berufserfahrung
- Sur Dossier: Gesundheitsfachpersonen HF mit Auflagen

Weil – wie oben beschrieben – bisher kein einheitlicher Abschluss für PAs besteht, existieren für den PA-Beruf in der Schweiz zurzeit auch noch keine definierten Abschlusskompetenzen. Daher basiert die Festlegung des PA-Pflichtenheftes auf den Aufgaben und Rollen, die ein resp. eine PA in der jeweiligen Institution übertragen bekommt.

## Verband

### Anliegen
Mit dem Physician Associates Switzerland (PAS) verfügen die in der Schweiz tätigen PAs über einen eigenen Berufsverband. Neben der Interessensvertretung will dieser mit seiner Arbeit zur Etablierung des PA-Berufsbilds beitragen, dessen Legitimität stärken und den durch PAs erzeugten Mehrwert verdeutlichen. Dazu steht der Verband auf nationaler und internationaler Ebene mit anderen Organisationen und Institutionen in Kontakt.

### Mitgliedschaft
Der PAS kennt vier verschiedene Mitgliedschaftskategorien: Aktivmitgliedschaft, Passivmitgliedschaft, Gönnermitgliedschaft und Kollektivmitgliedschaft.
Während eine Aktiv- und Passivmitgliedschaft von angehenden, aktiven und ehemaligen PAs möglich ist, können natürliche und juristische Personen sowie sämtliche Firmen, welche die Ziele des PAS unterstützen möchten, eine Gönnermitgliedschaft abschliessen. Eine Kollektivmitgliedschaft steht für im Gesundheitswesen tätige Firmen und Institutionen offen, welche die Verbandszwecke des PAS fördern wollen.

### Gründung und personelle Besetzung von Ämtern
Der PAS wurde am 2. April 2022 von Vertreterinnen der ersten Generation an in der Schweiz ausgebildeten PAs gegründet.
Zu den Gründungsmitgliedern zählen Kristina Pranjic, Caroline Sidler, Sabrina Balzli, Simone Beck, Sabrina Hardmeier und Susanne König.